# Niobé (cargo)
Pour les articles homonymes, voir Niobé.
Le Niobé (S/S Niobé 2) est un cargo minéralier de la société navale caennaise construit en 1920 par la Blyth Shipbuilding Company et coulé en 1940 au large de la baie de Seine.

## Histoire
En décembre 1921, le Niobé, allant de Port Talbot à Caen avec 2 500 tonnes de charbon, s'échoue dans le brouillard à l'entrée du chenal de Ouistreham.
Bombardé par des Stuka de la Luftwaffe, il explose et coule au large du Havre le 11 juin 1940 alors qu'il se rendait à Caen chargé de munitions et avec à son bord plusieurs centaines de réfugiés.
Le nombre estimé de victimes est compris entre 800 et 1 200. Son épave a été localisée en 2002, sur la côte d'Albâtre.